# Cirrodes
Cirrodes é um gênero de traça pertencente à família Arctiidae.